# Polyplectropus hamatus
Polyplectropus hamatus är en nattsländeart som beskrevs av Bueno-soria 1990. Polyplectropus hamatus ingår i släktet Polyplectropus och familjen fångstnätnattsländor. Inga underarter finns listade i Catalogue of Life.